# 에리크 악셀 카를펠트
에리크 악셀 카를펠트(Erik Axel Karlfeldt, 1864년 7월 20일 ~ 1931년 4월 8일)는 스웨덴의 시인이다. 그는 1931년에 노벨 문학상을 추서받았으며 1918년에 노벨 문학상 수상을 거부한 적이 있다.
그는 달라르나 지방의 농가에서 태어났으며 그의 본명은 에리크 악셀 에릭손(Erik Axel Eriksson)이었다. 하지만 그는 1889년에 새로운 이름을 사용했는데, 이는 죄를 저질러 유죄 판결을 선고받은 아버지와 거리를 두기 위해서였다. 그는 웁살라 대학교를 다니면서 스톡홀름 교외 등지의 학교에서 교사로 근무했으며 대학을 졸업한 이후 5년 동안 스톡홀름에 위치한 스웨덴 왕립 도서관에서 근무했다.
그는 1904년에 스웨덴 아카데미 위원으로 선출되었으며 제11대 상임 서기에 임명되었다. 이후 그는 1905년에 노벨 아카데미 위원, 1907년에 노벨 위원회 위원으로 선출되었으며 1912년부터 죽을 때까지 노벨 아카데미 상임 서기로 근무했다.
그는 1917년에 웁살라 대학교로부터 명예 박사 학위를 받았다.